# Maria Röjås
Maria Röjås, född 8 juli 1959 i Piteå landsförsamling, Norrbottens län, är en svensk sångare och riksspelman.

## Biografi
Röjås är uppvuxen i Boda kyrkby i en genuin folkmusikmiljö. Hennes far är spelmannen Jonas Röjås och hennes mor vissångerskan Anna Nygårds.
Som ung fick Maria Röjås ett stipendium från Svensk Folkmusikfond för att lära sig kula hos Karin Edvardson-Johansson i Sörsjön. Röjås har studerat klassisk musik och sång vid flera skolor och har en examen som sångpedagog vid musikhögskolan i Stockholm. Sedan 1980-talet har hon verkat som folksångerska och sångpedagog bland annat på Malungs folkhögskola.
1989 blev hon utnämnd till riksspelman i kulning.

## Diskografi
- 1984 - Setes-Dalarna, (med Per Gudmundson och Björn Ståbi)
- 1991 - Britta & Maria Röjås, Insjön : Filur
- 1997 - Blod, lik & tårar, Stockholm : Caprice (med Lena Willemark och Brita Röjås)
- 2006 - Silverringar små och stora

### Som medverkande
- 1991 - Visfolk och tralltokar, Amigo
- 1994 - Nordman
- 1998 -Svensk folkmusik, [Stockholm]:Sony Music Entertainment Sweden
- 1998 - Amigo folksampler, Amigo
- 2009 - Vallmusik i Dalhalla